# Fichtenzapfenwickler

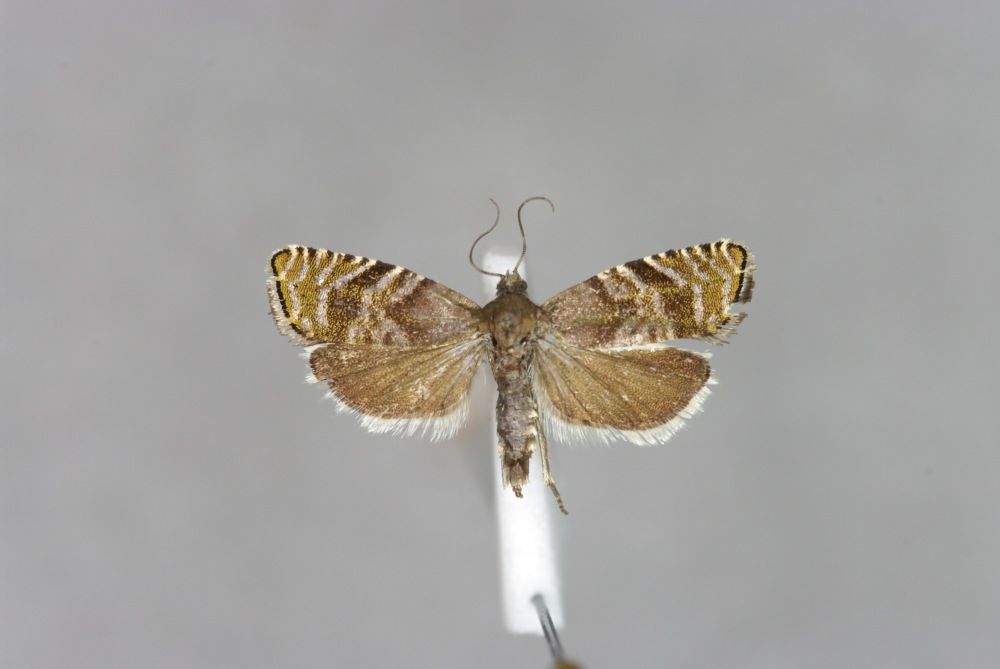
Präparat mit gespreizten Flügeln

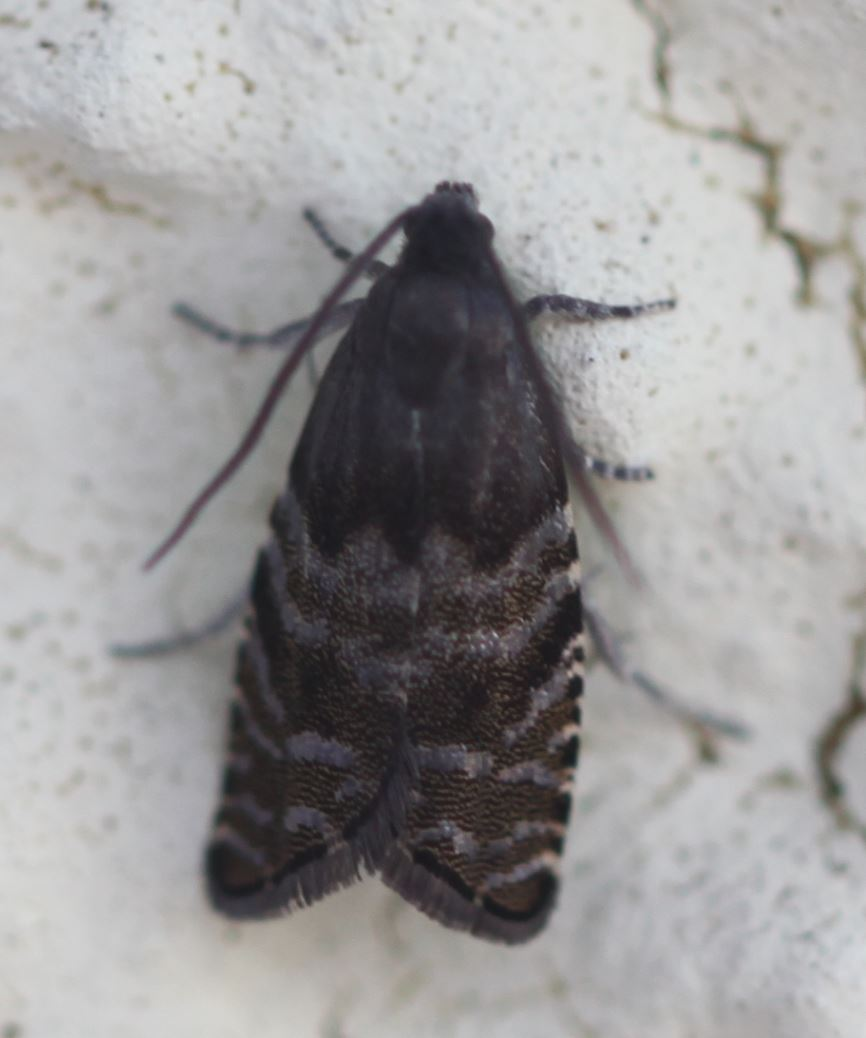
Falter an einer Hauswand

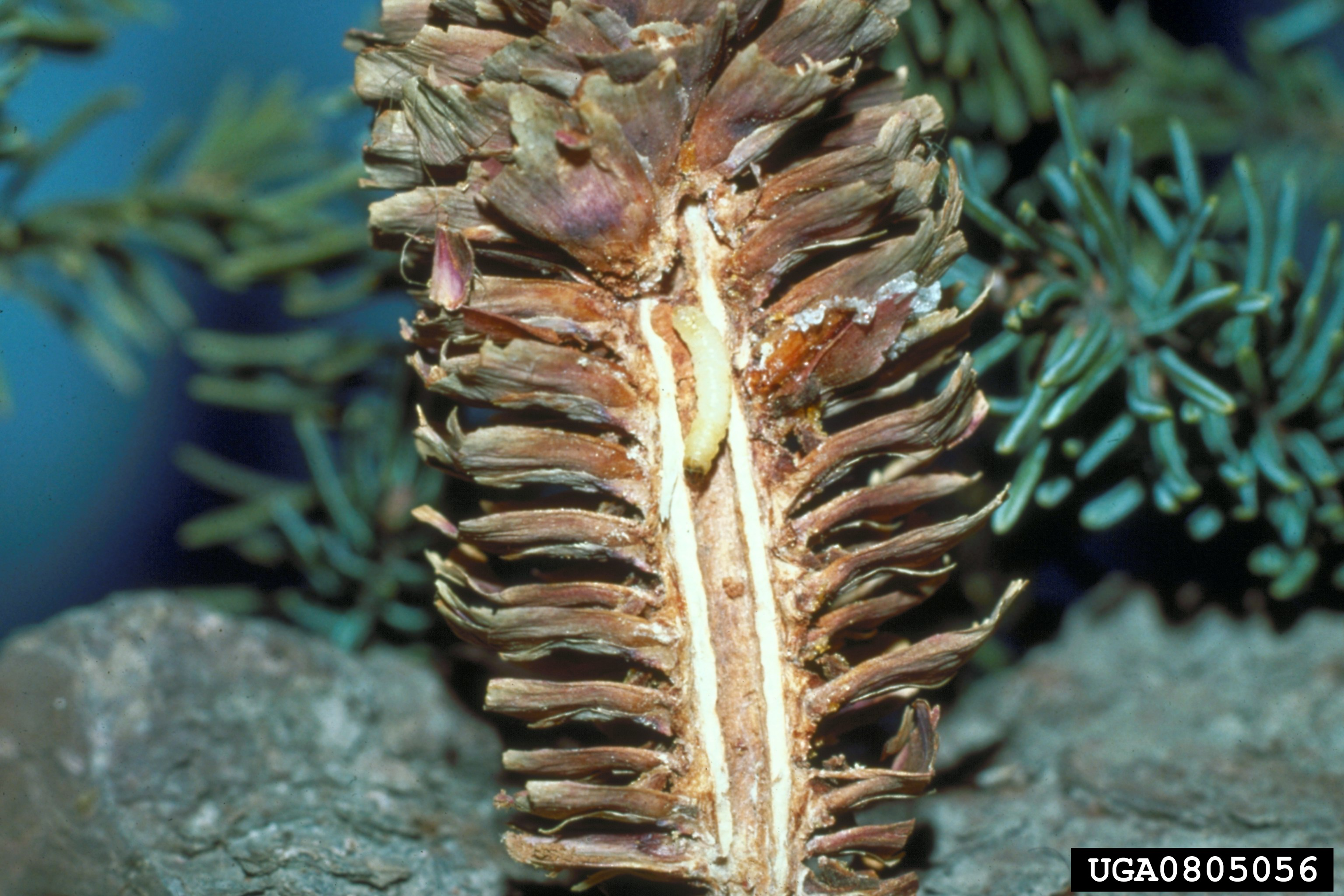
Raupe in einem aufgeschnittenen Fichtenzapfen

Der Fichtenzapfenwickler (Cydia strobilella) ist ein Schmetterling aus der Familie der Wickler (Tortricidae). Im Englischen trägt die Schmetterlingsart die Bezeichnung Spruce Seed Moth („Fichtensamen-Nachtfalter“). Die Raupen werden im Englischen als Spruce Seed Worm („Fichtensamenwurm“) bezeichnet.

## Merkmale
Die Schmetterlinge besitzen eine Flügelspannweite von 8–14 mm. Die grau-braunen Vorderflügel besitzen ein charakteristisches Muster aus silberglänzenden Querbändern. Die Hinterflügel sind bräunlich. Der Sexualdimorphismus ist nur gering ausgeprägt. Die creme-farbenen Raupen erreichen im letzten Stadium eine Länge von 10 mm. Kopfkapsel und Nackenschild sind braun. Die Puppen haben eine Länge von 4 bis 6,5 mm. Sie sind anfangs Bernstein-farben und färben sich später schwarz.

## Verbreitung
Cydia strobilella ist in der Paläarktis heimisch. Dort reicht ihr Vorkommen von Europa bis nach China und Japan. In Europa ist Cydia strobilella weit verbreitet. Ihr Vorkommen reicht im Norden bis nach Skandinavien (Mittelschweden) und Großbritannien (Schottland). Im Süden reicht das Verbreitungsgebiet bis in den Mittelmeerraum. In Nordamerika wurde die Art eingeschleppt. Dort kommt sie in Fichtenwäldern in Kanada sowie im Westen und Nordosten der Vereinigten Staaten vor.

## Lebensweise
Cydia strobilella bildet in Europa eine Generation im Jahr. Die Falter fliegen in einem kurzen Zeitraum während der Bestäubungszeit der Fichten von April bis Mai (in nördlichen Regionen von Mai bis Juni). In Nordamerika bildet die Art zwei Generationen. Dort sind die Falter im April und Mai sowie im August und September zu beobachten. Die Falter sind hauptsächlich nachmittags aktiv.
Die Wirtspflanzen der Art bilden verschiedene Fichten (Picea), in Mitteleuropa insbesondere die Gemeine Fichte (Picea abies). Außerdem wird die Weiß-Tanne (Abies alba) als Wirtsbaum genannt. Die Eier werden einzeln an den jungen Zapfen abgelegt. Die Raupen durchlaufen vier Entwicklungsstadien. Die Jungraupen fressen an den Samen. Im Spätsommer bohren sich die ausgewachsenen Raupen in den zentralen Teil der Zapfen, wo sie überwintern. Die über den Winter andauernde Diapause kann in einzelnen Fällen über ein oder mehrere Jahre andauern. In einem Zapfen können mehrere Raupen leben. Nach der Diapause findet die Verpuppung statt.
Eine einzelne Raupe frisst zwischen 10 und 20 Samen, das sind etwa ein Drittel aller Samen eines Zapfens. Damit kommt es zu einem geringeren Ertrag in Fichtenkulturen. Aus diesem Grund gilt die Schmetterlingsart als ein Forstschädling. Es kann vorkommen, dass in Räumen oder Gebäuden, in welchen im Frühjahr frisch gesammelte Fichtenzapfen gelagert werden, die Wickler schlüpfen.

## Parasitoide
Zu den Parasitoiden der Raupen des Fichtenzapfenwicklers gehören verschiedene Schlupfwespen und Brackwespen, darunter Apanteles adjunctus.